# Callum Thornley
Callum Thornley (* 5. August 2003 in Edinburgh) ist ein britischer Radrennfahrer, der im Straßenradsport aktiv ist.

## Sportlicher Werdegang
Seine Karriere im Radsport begann Thornley auf dem Mountainbike. Die ersten Rennen auf der Straße bestritt er erst im Alter von 16 Jahren, die COVID-19-Pandemie verzögerte danach zunächst seine Karriere. Erst 2022 konzentrierte er sich voll auf den Radsport und wurde britischer Vizemeister im Einzelzeitfahren der U23. Daraufhin wurde er zur Saison 2023 Mitglied im Nachwuchsteam Trinity Racing, mit dem er zwei Jahre Erfahrungen auf internationaler Ebene sammelte. Während er im ersten Jahr ohne nennenswerte Ergebnisse blieb, schaffte er im zweiten Jahr den Durchbruch und erzielte mehrfach Top-10-Platzierungen, unter anderem einen zweiten Etappenplatz beim Giro Next Gen. Bei der Tour of Britain machte er durch den Gewinn der Bergwertung auf sich aufmerksam.
Nach Auflösung seines Teams wechselte 2025 Thornley zu den Red Bull-Bora-hansgrohe Rookies. Zu Beginn der Saison wurde er mehrfach bei Red Bull-Bora-hansgrohe eingesetzt, mit dem Development-Team wurde er Vierter der Poreč Trophy und Gesamtzweiter der Istrian Spring Trophy. Bereits im April wurde bekanntgegeben, dass Thornley ab 2026 einen Vertrag im UCI WorldTeam von Red Bull-Bora-hansgrohe erhält. Im Juni 2025 wurde er Ditter im Prolog des Giro Next Gen, bei den nationalen Meisterschaften wurde er U23-Meister im Einzelzeitfahren. Bei der Sibiu Cycling Tour im Juli entschied er das abschließende Einzelzeitfahren für sich, sein erster Sieg bei einem internationalen Rennen.

## Erfolge
2024
- Bergwertung Tour of Britain

2025
- eine Etappe und Punktewertung Sibiu Cycling Tour
- Britischer U23-Meister – Einzelzeitfahren